# Gwen Carr
 (septembre 2023).
La mise en forme du texte ne suit pas les recommandations de Wikipédia : il faut le « wikifier ».
Les points d'amélioration suivants sont les cas les plus fréquents. Le détail des points à revoir est peut-être précisé sur la page de discussion.
- Les titres sont pré-formatés par le logiciel. Ils ne sont ni en capitales, ni en gras.
- Le texte ne doit pas être écrit en capitales (les noms de famille non plus), ni en gras, ni en italique, ni en « petit »…
- Le gras n'est utilisé que pour surligner le titre de l'article dans l'introduction, une seule fois.
- L'italique est rarement utilisé : mots en langue étrangère, titres d'œuvres, noms de bateaux, etc.
- Les citations ne sont pas en italique mais en corps de texte normal. Elles sont entourées par des guillemets français : « et ».
- Les listes à puces sont à éviter, des paragraphes rédigés étant largement préférés. Les tableaux sont à réserver à la présentation de données structurées (résultats, etc.).
- Les appels de note de bas de page (petits chiffres en exposant, introduits par l'outil «  Source ») sont à placer entre la fin de phrase et le point final[comme ça].
- Les liens internes (vers d'autres articles de Wikipédia) sont à choisir avec parcimonie. Créez des liens vers des articles approfondissant le sujet. Les termes génériques sans rapport avec le sujet sont à éviter, ainsi que les répétitions de liens vers un même terme.
- Les liens externes sont à placer uniquement dans une section « Liens externes », à la fin de l'article. Ces liens sont à choisir avec parcimonie suivant les règles définies. Si un lien sert de source à l'article, son insertion dans le texte est à faire par les notes de bas de page.
- La présentation des références doit suivre les conventions bibliographiques. Il est recommandé d'utiliser les modèles {{Ouvrage}}, {{Chapitre}}, {{Article}}, {{Lien web}} et/ou {{Bibliographie}}. Le mode d'édition visuel peut mettre en forme automatiquement les références.
- Insérer une infobox (cadre d'informations à droite) n'est pas obligatoire pour parachever la mise en page.

Pour une aide détaillée, merci de consulter Aide:Wikification.
Si vous pensez que ces points ont été résolus, vous pouvez retirer ce bandeau et améliorer la mise en forme d'un autre article.
Gwen Carr (née en 1949) est une autrice et activiste américaine. Son fils, Eric Garner, fut tué par un policier de New York qui usa d’une méthode d’étranglement (alors interdite) pour le mettre en état d’arrestation. Depuis la mort de celui-ci, Carr est devenue une militante active en faveur d’une réforme de la police aux États-Unis, ainsi qu’une membre des Mothers of the Movement et une figure du mouvement Black Lives Matter.

## Affaire Eric Garner
Le 17 juillet 2014, son fils Eric Garner fut tué par un policier de New York qui usa d’une méthode d’étranglement (alors interdite) pour le mettre en état d’arrestation. Sa mort fut filmée et diffusée avant de devenir virale. Ses derniers mots étant "I can't breathe"  (Je ne peux pas respirer), ils deviendrons un mantra pour le mouvement Black Lives Matter ("BLM") et le mouvement contre les violences policières. Carr pris part au mouvement Black Lives Matter et devint une figure importante pour la justice en faveur de son fils. Le 4 décembre 2014, un jury déclina d’inculper le policier, Daniel Pantaleo. Carr exprima sa déception et sa frustration devant cette décision.

## Activisme

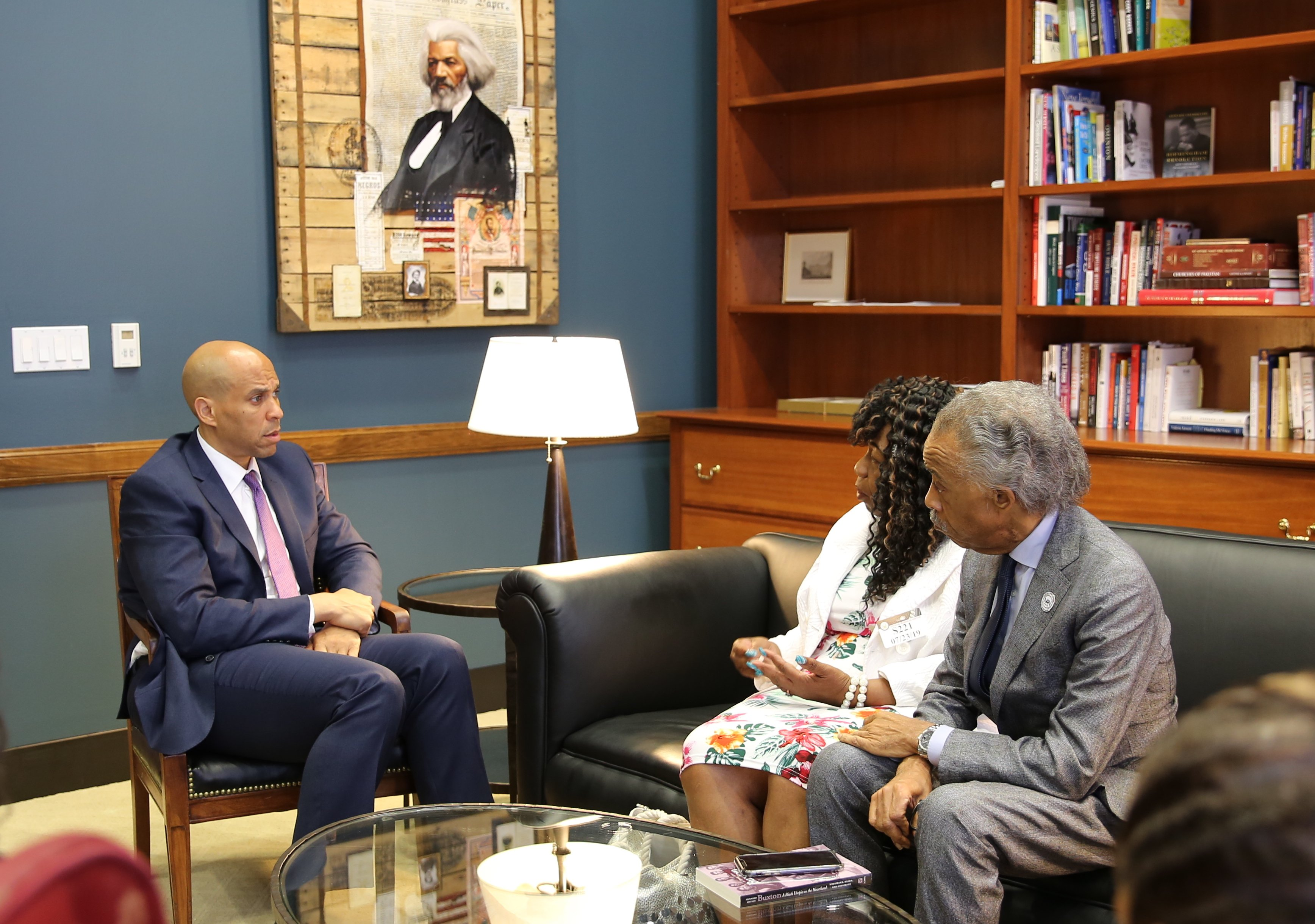
Carr et Al Sharpton recontrant Cory Booker en 2019.

Avant de devenir une activiste, Carr travailla pour le Metropolitan Transportation Authority en tant que conductrice de train. Elle pris sa retraite en 2015 pour se consacrer au mouvement des droits civiques. Carr fait souvent des apparitions aux côtés d’Al Sharpton et du National Action Network lors des manifestations,.
Carr est critique du maire de New York Bill de Blasio, qui s’opposa en 2016 à une loi qui aurait interdit aux policiers d’utiliser des méthodes d’étranglement. Carr n’a pas voté pour de Blasio à l’élection municipale de 2017. Elle a soutenu Hillary Clinton lors de l’élection présidentielle de 2016.
En septembre 2019, Carr témoigna devant le House Judiciary Committee à propos des violences policières, aux côtés de James Blake et d’Al Sharpton.
À la suite de la diffusion de la vidéo enregistrant le meurtre de George Floyd, étranglé par des policiers de Minneapolis en mai 2020, Carr pris immédiatement contact avec la famille du défunt et la consola. Tout comme son fils, les derniers mots de Floyd étaient "I can't breathe.". Après sa première conversation avec la famille Floyd, elle leur a dit: "Don't forget. You cannot let this go." (N’oubliez pas. Vous ne pouvez pas laisser passer ça.),
Carr pris la parole lors des manifestations dans le Queens et à Staten Island, participa à la commémoration de Floyd à Minneapolis et aux funérailles de celui-ci à Houston,.
Lors de la nuit d’ouverture de la convention nationale du parti démocrate de 2020, Carr est apparue dans un clip vidéo où apparaissaient également le candidat démocrate à l’élection présidentielle Joe Biden, le chef de la police de Houston Art Acevedo, l’activiste Jamira Burley, le président de la NAACP Derrick Johnson (en), la mairesse de Chicago Lori Lightfoot.

## Publications
- This Stops Today: Eric Garner's Mother Seeks Justice after Losing Her Son. Lanham: Rowman & Littlefield Publishers (2018).  (ISBN 1538109808)
- "Four Years Ago The NYPD Killed My Son. I'm Still Waiting For Justice.". BuzzFeed News. 12 octobre 2018.
- "I Am Eric Garner's Mother. No Justice for George Floyd Unless All Four Police Are Charged—and Convicted". Newsweek. 1 juin 2020.
- "The Nightmare Was Never Over." Good Morning America. 13 juillet 2020.

## Vie privée
Carr habite à Staten Island, New York.